# Isabelle Fijalkowski
Isabelle Fijalkowski (nacida el 25 de mayo de 1972 en Clermont-Ferrand, Francia) es una exjugadora de baloncesto francesa. 